# Philippe Dupuis
Philippe Dupuis (* 24. April 1985 in Laval, Québec) ist ein ehemaliger kanadischer Eishockeyspieler, der zuletzt bei den Nürnberg Ice Tigers in der Deutschen Eishockey Liga unter Vertrag stand.

## Karriere

### 2001–2006 Kanadische Jugendliga
Philippe Dupuis erlernte das Eishockeyspielen in seinem Geburtsort bei den Laval Régents. Als 16-Jähriger konnte er sich von hier aus für die Mannschaft der Gatineau Olympiques aus der QJMHL, eine der drei großen kanadischen Junioren-Eishockeyligen, empfehlen. In Gatineau spielte er drei Jahre, in welchen er zwei Mal die Meisterschaft, den Coupe du Président, gewinnen konnte. In dieser Zeit lebt er bei einer Gastfamilie zusammen mit Derick Brassard, mit welchem er seitdem freundschaftlich verbunden ist. Zur Saison 2004/2005 wechselte Dupuis innerhalb der Liga zu den Rouyn-Noranda Huskies, bei welchen er mit 84 Punkten in der Hauptrunde zusammen mit Brent Aubin erfolgreichster Spieler wurde. Sein letztes Jahr als Jugendspieler verbrachte er weiterhin in der QJMHL diesmal bei den Moncton Wildcats, mit welchen er nochmal den Meisterschaftspokal gewinnen konnte und Dupuis dabei mit insgesamt 140 Punkten der erfolgreichste Scorer der „Wildkatzen“ war.

### 2007–2013 Nordamerikanische Profiliga
Philippe Dupuis wurde beim NHL Entry Draft 2003 von den Columbus Blue Jackets in der vierten Runde an insgesamt 104. Position ausgewählt. Bei den Blue Jackets kam er jedoch in der National Hockey League nie zum Einsatz, sondern spielte im Profi-Bereich für deren Farmteam, den Syracuse Crunch, in der American Hockey League.
Am 22. Januar 2008 wurde der Flügelspieler zusammen mit Darcy Campbell zur Colorado Avalanche transferiert, die Blue Jackets erhielten im Gegenzug Mark Rycroft. Seinen ersten Einsatz für das Team aus Denver und somit sein erstes NHL-Spiel überhaupt bestritt Dupuis am 13. Dezember 2008 gegen die Chicago Blackhawks. Den Großteil der NHL-Saison 2008/09 verbrachte der Stürmer jedoch bei Colorados Farmteam Lake Erie Monsters in der American Hockey League, bei welchen er mit 46 Punkten erfolgreichster Scorer der Saison wurde. In der folgenden Saison bestritt Dupuis 68 Spiele für die Monsters und vier für die Avalanche, für die er am 4. November 2009 im Spiel gegen die Phoenix Coyotes seinen ersten Punkt in der NHL erzielte.
Zu Beginn der Saison 2010/11 unterzeichnete der Angreifer einen neuen Einjahresvertrag bei der Colorado Avalanche, der am Ende der Saison nicht verlängert wurde. Am 7. Juli 2011 einigte sich Dupuis auf einen Kontrakt für ein Jahr bei den Toronto Maple Leafs. Er bestritt 30 NHL-Spiele für die Maple Leafs in der Saison 2011/12 sowie 42 Einsätze für deren Farmteam in der AHL, die Toronto Marlies, bei welchen er zusammen mit Marcel Müller spielte und das Playoff-Saisonfinale erreichen konnte. Im Juli 2012 unterzeichnete er dann einen Einjahresvertrag bei einem anderen NHL-Verein, den Pittsburgh Penguins, verbuchte für die Mannschaft in der Saison 2012/13 aber keinen Einsatz in der NHL. Stattdessen lief er in 34 Spielen für Pittsburghs Farmteam, die Wilkes-Barre Scranton Penguins auf.

### Deutsche Eishockey Liga (2013–2020)
Zur Saison 2013/14 wechselte Dupuis nach Deutschland zu den Hamburg Freezers aus der DEL, bei welchen er die kommenden drei Spielzeiten aktiv war. Dabei konnte er in seinem ersten Jahr bei den Freezers mit 35 Punkte zu deren erfolgreichsten Saison in der Vereinsgeschichte, mit Platz 1 nach der Vorrunde, beitragen. In der folgenden Saison absolvierte der Kanadier auf Grund von Verletzungen nur 28 Spiele für die Hamburger. In der für den Verein durch die Nichtteilnahme an den Playoffs enttäuschenden Saison 2015/16 war Dupuis zusammen mit Jerome Flaake Topscorer seines Teams mit wiederum 35 Punkten (17 Tore, 18 Vorlagen). Trotzdem verlängerten die Hamburger seinen Vertrag zum Saisonende nicht, 2 Monate später wurde dann der allgemeine Rückzug des Vereins aus der DEL bekannt.
Im Mai 2016 unterschrieb er einen Vertrag beim DEL-Verein Nürnberg Ice Tigers. Hier konnte er sich als Spielmacher und Führungspersönlichkeit etablieren, insbesondere in der Saison 2017/18, als er mit 38 Punkten erfolgreichster Scorer der Nürnberger nach der Vorrunde wurde und man seinen Vertrag bis 2020 verlängerte.
Nach der Saison 2019/20 beendete er seine Spielerkarriere und wurde Nachwuchstrainer in der Quebec Midget AAA am Collège Esther-Blondin Phénix.

## Erfolge und Auszeichnungen
- 2003 Coupe-du-Président-Gewinn mit den Olympiques de Hull
- 2004 Coupe-du-Président-Gewinn mit den Olympiques de Gatineau
- 2006 Coupe-du-Président-Gewinn mit den Moncton Wildcats

## Karrierestatistik
(Legende zur Spielerstatistik: Sp oder GP = absolvierte Spiele; T oder G = erzielte Tore; V oder A = erzielte Assists; Pkt oder Pts = erzielte Scorerpunkte; SM oder PIM = erhaltene Strafminuten; +/− = Plus/Minus-Bilanz; PP = erzielte Überzahltore; SH = erzielte Unterzahltore; GW = erzielte Siegtore; 1 Play-downs/Relegation; Kursiv: Statistik nicht vollständig)